# Château d'Osterstein (Gera)
Le château d'Osterstein (Schloß Osterstein) est un château fort allemand situé sur la Hainberg  à Untermhaus qui dépend aujourd'hui de la municipalité de Gera. Ce château était autrefois la résidence des princes de Reuss de la branche cadette.

## Historique

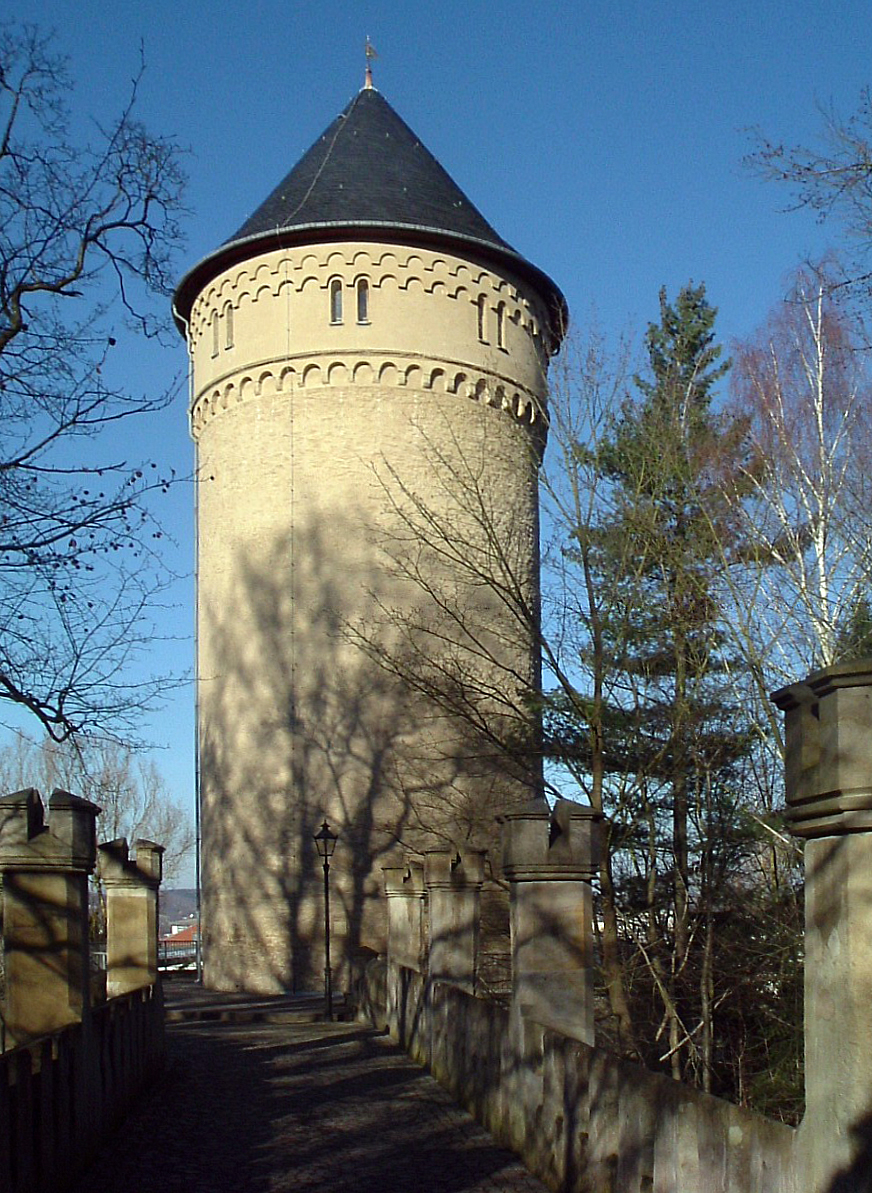
Le donjon du château

Ce sont les seigneurs de Weida qui au XIIe siècle construisent un château fort dans  les territoires wendes de Hainberg. Le donjon actuel date de cette époque. Après la guerre fratricide de Saxe (1446-1451), le château appartient aux seigneurs de Gera qui s'éteignent en 1550 et entre alors en possession de la maison de Reuss-Schleiz. Le prince Henri XVI le Jeune (1530-1572) fait construire un château Renaissance dans les années 1560 et il est nommé Osterstein en 1583. Il appartient à la lignée Reuss-Gera, jusqu'à son extinction en 1802.
Le château est, à partir de 1863, la résidence des princes de Reuss de la branche cadette. C'est ici qu'a lieu, le 1er mars 1908, le mariage de la princesse Éléonore de Reuss-Köstritz (1860-1917) avec le roi Ferdinand Ier de Bulgarie (1861-1948). Le mariage a lieu selon le rite protestant (religion de la princesse), deux jours après le mariage catholique (religion de l'époux) qui a eu lieu en l'église Saint-Augustin de Cobourg. La princesse Viktoria-Théodora de Reuss-Schleiz aussi y épouse, le 24 avril 1917, le duc Adolphe-Frédéric de Mecklembourg, avant de mourir en couches un an plus tard. Lorsque les Reus sont dépossédés de leur principauté en novembre 1918, le château leur sert de résidence de campagne, mais il est bombardé le 6 avril 1945 et brûle entièrement. Seuls demeurent le donjon et quelques petits bâtiments, où l'on a installé dans l'un d'eux un café avec terrasse en 1962.

## Galerie

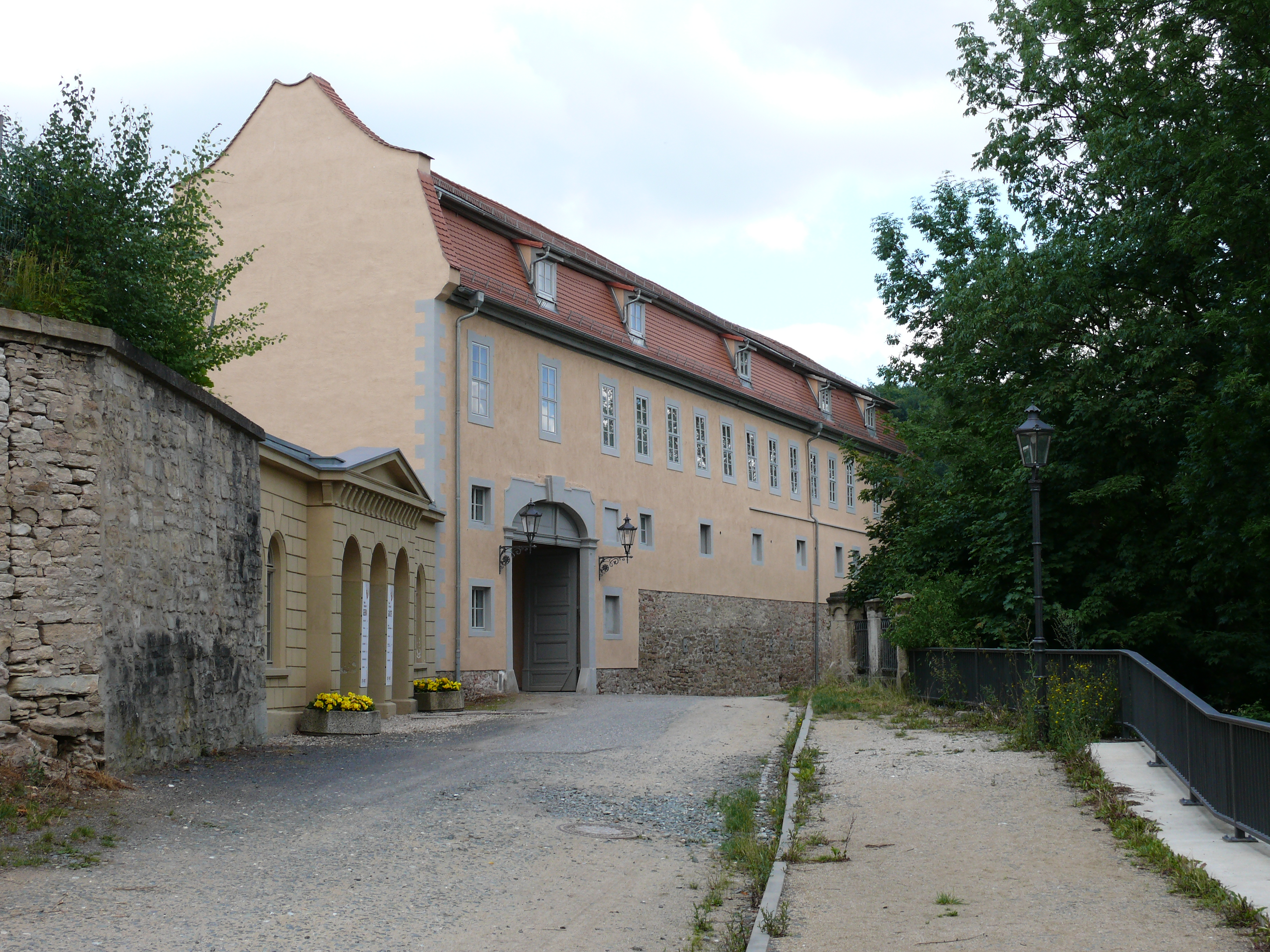
Entrée du château avec l'ancien bâtiment de la garde
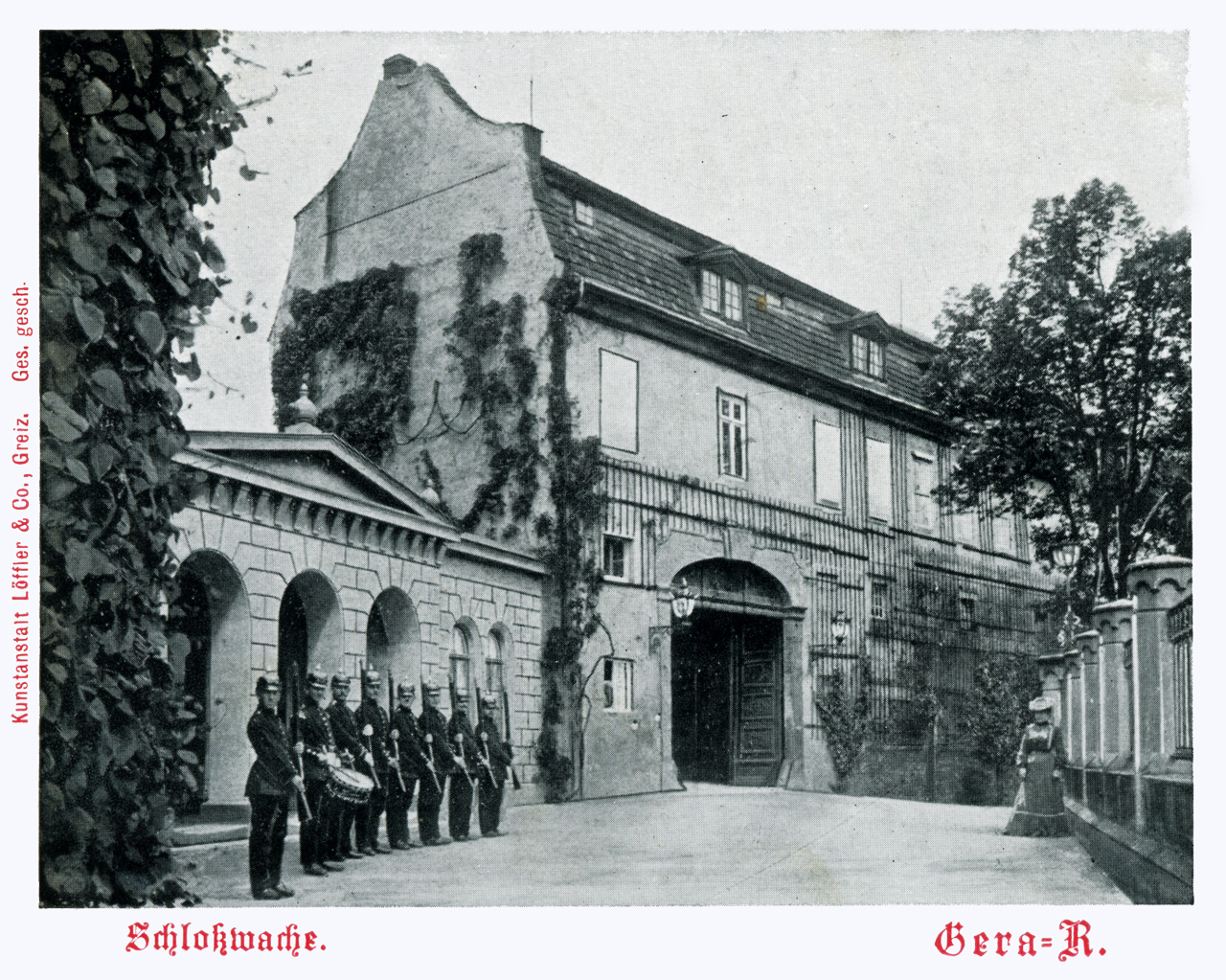
Les mêmes bâtiments avec la garde au début du XXe siècle
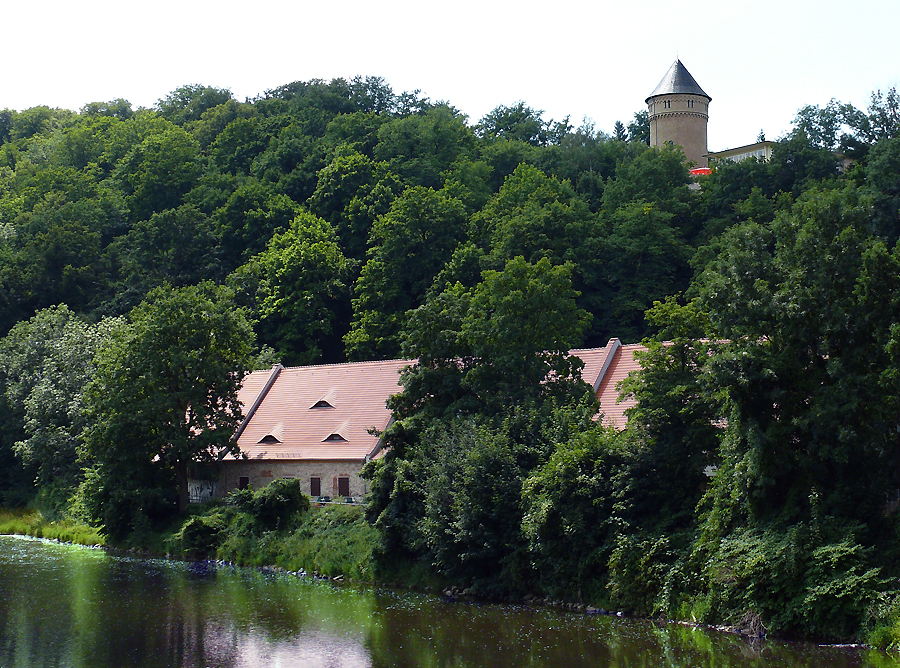
Vue du donjon sur la colline
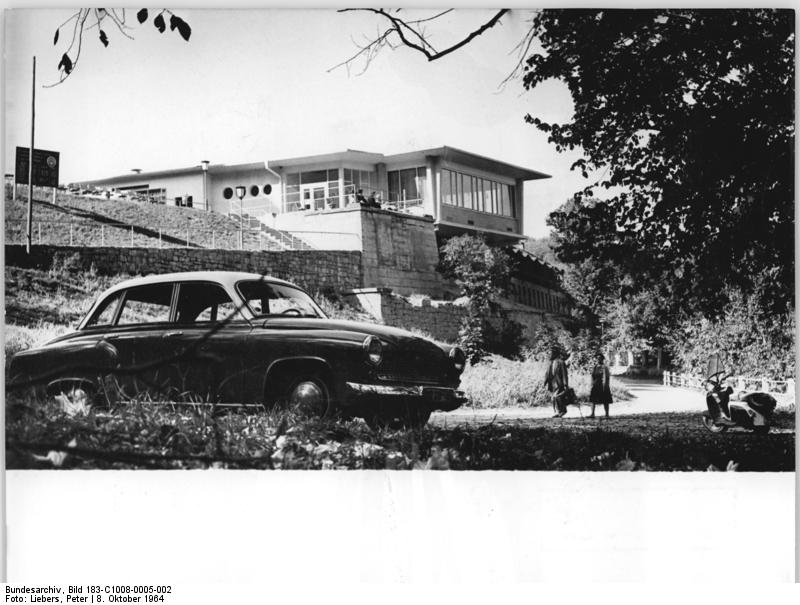
Vue du café de la terrasse, en 1962, sur les ruines du château

## Liens externes

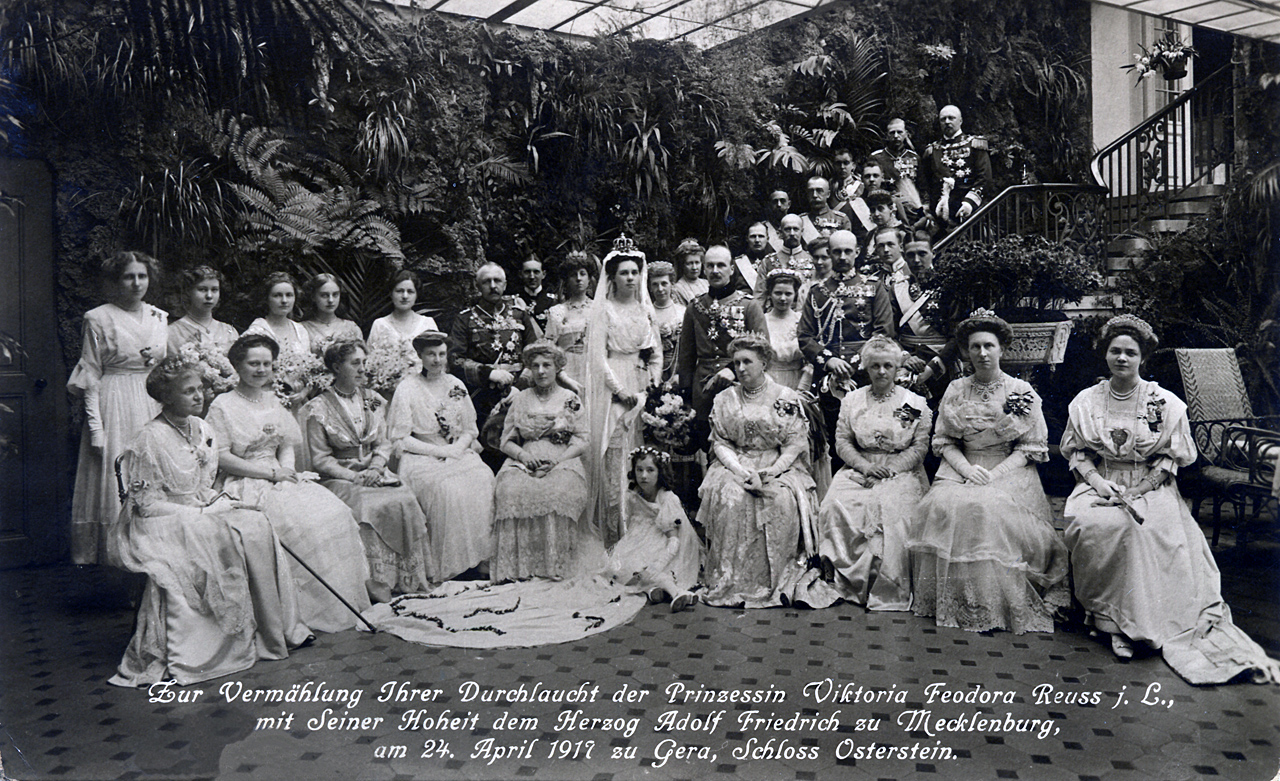
Mariage au château de la princesse Viktoria-Feodora de Reuss et du duc de Mecklembourg-Schwerin en 1917

## Source
- (de) Cet article est partiellement ou en totalité issu de l’article de Wikipédia en allemand intitulé « Schloss Osterstein (Gera) » (voir la liste des auteurs).